# Microsphaeroniscus bicolor
Microsphaeroniscus bicolor är en kräftdjursart som beskrevs av Lemos de Castro1985. Microsphaeroniscus bicolor ingår i släktet Microsphaeroniscus och familjen Scleropactidae. Inga underarter finns listade i Catalogue of Life.